# Czerwieńsk (gmina)
Pour les articles homonymes, voir Czerwieńsk.
La gmina de Czerwieńsk est une gmina urbaine-rurale (gmina miejsko-wiejska) ou mixte de la powiat de Zielona Góra, dans la Voïvodie de Lubusz, dans l'ouest de la Pologne.
Son siège administratif (chef-lieu) est la ville de Czerwieńsk qui se situe à environ 11 kilomètres au nord-ouest de Zielona Góra (siège de la diétine régionale).
La gmina couvre une superficie de 195,93 km2 pour une population de 10 041 habitants en 2020.

## Histoire
De 1975 à 1998, la gmina est attachée administrativement à la voïvodie de Zielona Góra.

Depuis 1999, elle fait partie de la voïvodie de Lubusz.

## Géographie
Outre la ville de Czerwieńsk, la gmina inclut les villages et localités de :

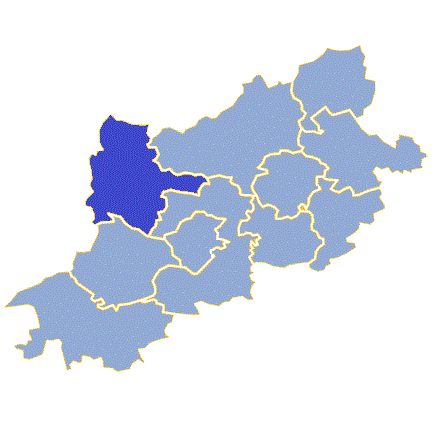
Plan de la gmina

- Będów
- Bródki
- Dobrzęcin
- Laski
- Leśniów Mały
- Leśniów Wielki
- Nietków
- Nietkowice
- Płoty
- Sudoł
- Sycowice
- Wysokie
- Zagórze

### Gminy voisines
La gmina de Czerwieńsk est voisine des gminy suivantes :
- Bytnica
- Dąbie
- Krosno Odrzańskie
- Skąpe
- Sulechów
- Świdnica
- Zielona Góra

## Structure du terrain
D'après les données de 2002, la superficie de la commune de Czerwieńsk est de 195,93 kilomètres carrés, répartis comme telle :
- terres agricoles : 35%
- forêts : 51%

La commune représente 12,47% de la superficie du powiat.

## Démographie
Données du 31 décembre 2011:
| Description        | Total  | Total | Femmes | Femmes | Hommes | Hommes |
| ------------------ | ------ | ----- | ------ | ------ | ------ | ------ |
| Unité              | Nombre | %     | Nombre | %      | Nombre | %      |
| Population         | 9 860  | 100   | 4 896  | 49,7   | 4 964  | 50,3   |
| Densité (hab./km²) | 50,3   | 50,3  | 25,0   | 25,0   | 25,3   | 25,3   |